# 九坎三
顯微鏡座ι，又名CD-4414145，HD 197937、SAO 230379、HR 7943，是顯微鏡座的一颗恒星，视星等为5.11，位于銀經356.83，銀緯-39.02，其B1900.0坐标为赤經20h 41m 42.4s，赤緯-44° -39.02′ 11″。